# Jack Hawkins
John Edward "Jack" Hawkins, CBE (Wood Green, 14 de setembro de 1910 - Chelsea, 18 de julho de 1973) foi um ator de teatro e cinema britânico, ativo entre as décadas de 1930 e 1970.

## Filmografia
- Birds of Prey (1930)
- The Lodger (1932)
- The Good Companions  (1933)
- Peg of Old Drury  (1935)
- The Next of Kin  (1942)
- The Fallen Idol  (1948)
- Bonnie Prince Charlie  (1948)
- The Small Back Room  (1949)
- The Elusive Pimpernel  (1950)
- State Secret  (1950)
- The Black Rose  (1950)
- No Highway in the Sky  (1951)
- Home at Seven (1952)
- Angels One Five  (1952)
- Mandy  (1952)
- The Planter's Wife (1952)
- The Cruel Sea  (1953)
- Malta Story  (1953)
- Twice Upon a Time (1953)
- The Intruder  (1953)
- The Seekers (1954)
- Front Page Story  (1954)
- Land of the Pharaohs  (1955)
- The Prisoner  (1955)
- The Long Arm  (1956)
- Fortune is a Woman (1957)
- Man in the Sky  (1957)
- Decision Against Time  (1957)
- The Bridge on the River Kwai  (1957)
- The Two-Headed Spy  (1958)
- Gideon's Day  (1958)
- Ben-Hur  (1959)
- The League of Gentlemen  (1960)
- Five Finger Exercise (1962)
- Lawrence of Arabia  (1962)
- Rampage  (1963)
- Zulu  (1964)
- Guns at Batasi  (1964)
- The Third Secret (1964)
- Masquerade (1965)
- Lord Jim  (1965)
- Judith (1966)
- Shalako (1968)
- Oh! What a Lovely War  (1969)
- Monte Carlo or Bust  (1969)
- Waterloo  (1970)
- Jane Eyre  (1970)
- The Beloved (1970)
- When Eight Bells Toll (1971)
- Nicholas and Alexandra  (1971)
- Kidnapped  (1971)
- Young Winston  (1972)
- Theatre of Blood  (1973)
- Tales That Witness Madness  (1973)